# St. Lucia (Saeffelen)

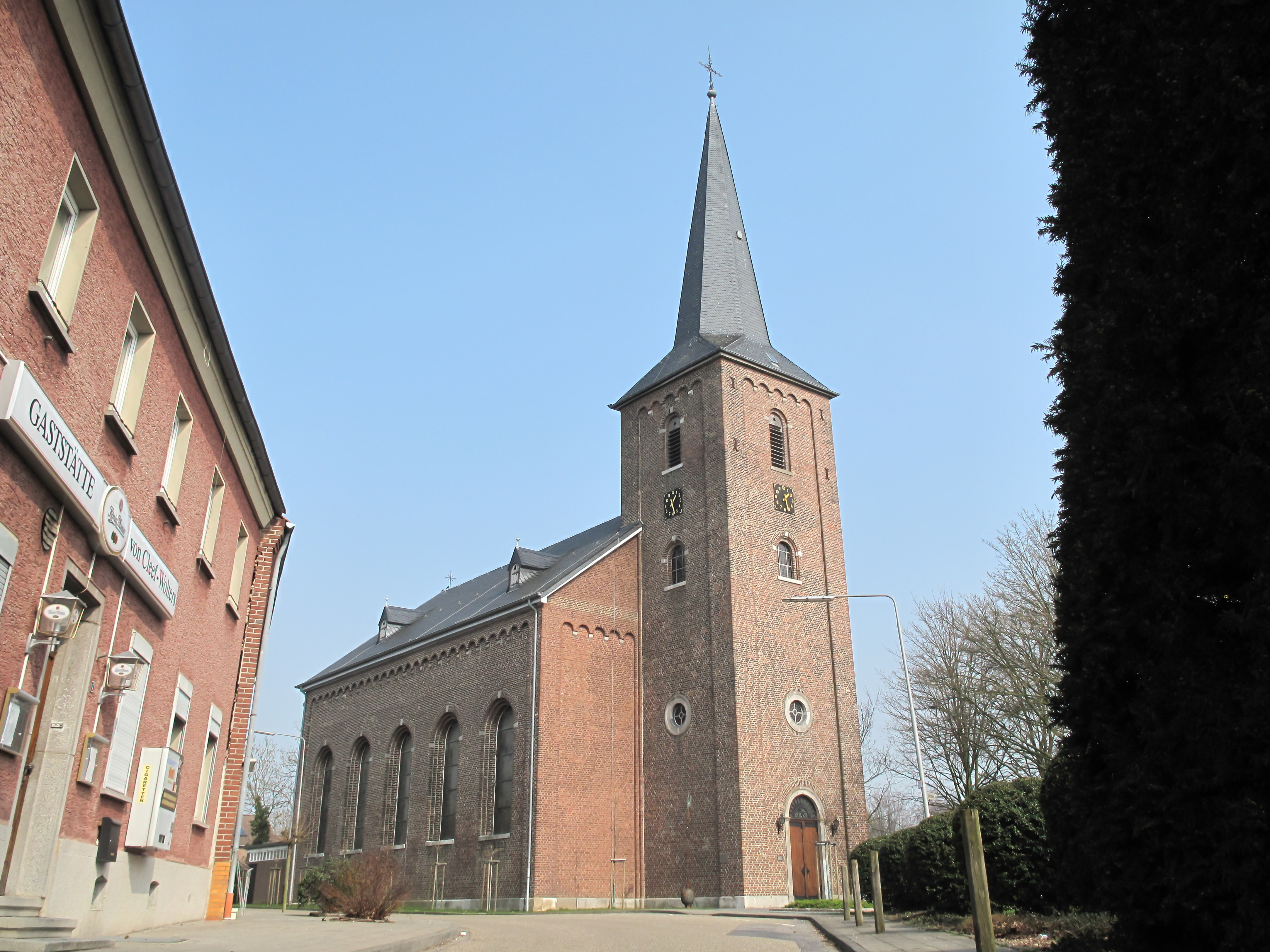
St. Lucia in Saeffelen

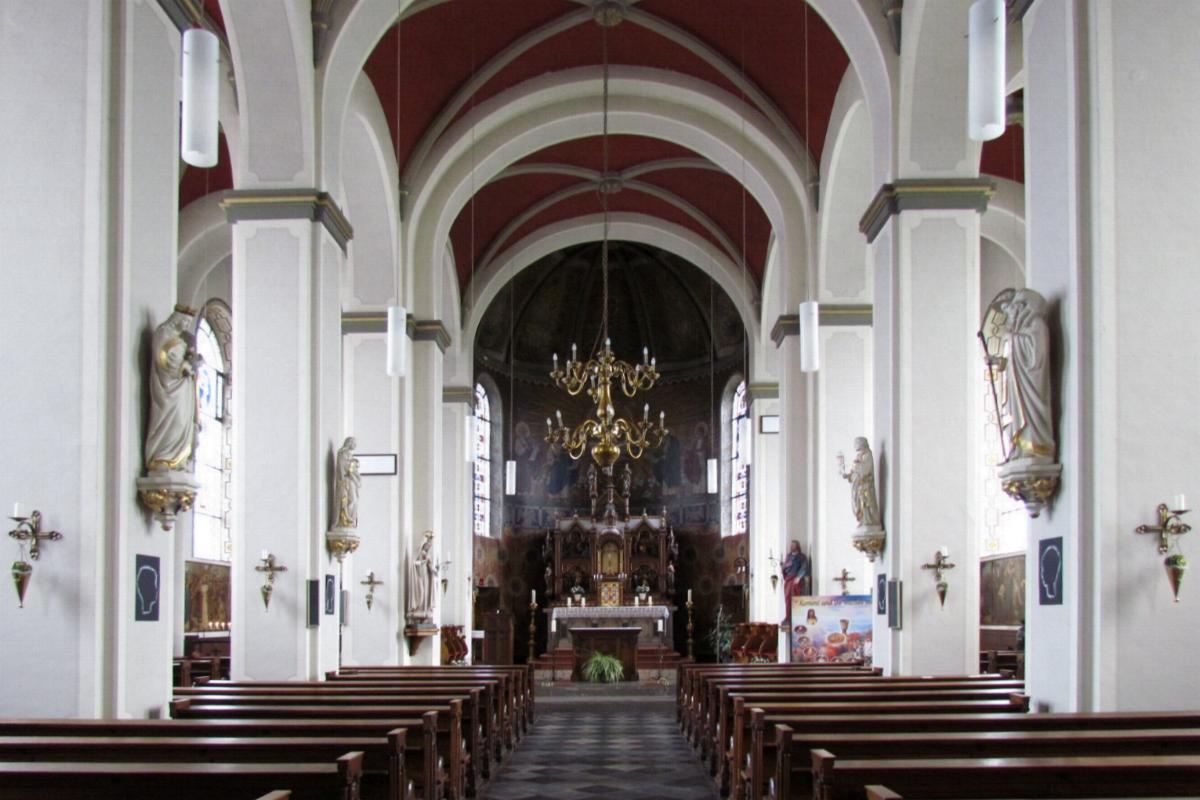
Innenraum

St. Lucia ist eine römisch-katholische Pfarrkirche in Saeffelen, einem Ortsteil der Gemeinde Selfkant im Kreis Heinsberg in Nordrhein-Westfalen. Sie wurde 1846 bis 1849 nach Plänen von Josef Habes erbaut.
Die Kirche steht unter dem Patronat der hl. Lucia von Syrakus und ist unter Nummer 12 in die Liste der Baudenkmäler in Selfkant eingetragen.
Zur Pfarre zählen neben Saeffelen auch Dieck und Heilder. 

## Geschichte
Für das Jahr 1276 ist bereits eine Kapelle in Saeffelen urkundlich belegt. Sie gehörte damals zur Pfarre St. Landricus Echt. Über die erwähnte Kapelle ist nichts näheres bekannt. 1510 wurde eine neue Kirche erbaut. Zwischen 1533 und 1550 wurde Saeffelen schließlich eigenständige Pfarrei. Das Kollationsrecht besaß die Äbtissin der Zisterzienserinnenabtei Roermond. Im Zuge der Reformation versuchten die Wiedertäufer in Saeffelen Fuß zu fassen, zunächst hatten sie auch einige Anhänger, sind jedoch im Verlauf des 17. Jahrhunderts untergegangen. Im Jahr 1704 wurde die Rosenkranzbruderschaft gegründet. Seitdem feiert die Pfarre das Rosenkranzfest am ersten Sonntag im Oktober in besonders feierlicher Weise mit einer sakramentalen Prozession. 
Die 1510 erbaute Kirche erhielt 1770 einen Anbau, wurde jedoch Anfang des 19. Jahrhunderts zu klein für die angewachsene Zahl der Einwohner. Aufgrund der sehr beengten Platzverhältnisse war eine nochmalige Erweiterung nicht möglich, weshalb ein Neubau an anderer Stelle beschlossen worden ist. Der Aachener Architekt Josef Habes erhielt den Auftrag zum Neubau. Nachdem ein geeigneter Bauplatz gefunden war, begannen 1846 die Bauarbeiten. Nach dreijähriger Bauzeit war die neue Kirche vollendet und konnte am 19. Juni 1849 benediziert werden. Die Kirchweihe folgte am 9. Mai 1852. Die alte Kirche wurde 1860 abgerissen.
Nach geringen Beschädigungen in Folge des Zweiten Weltkriegs wurde die Pfarrkirche unter der Leitung von Willi Cleven, Saeffelen, restauriert. In den Jahren 1964 und 1965 erweiterte man die Kirche, indem die beiden Sakristeien links und rechts des Chores zum Kirchenraum hin geöffnet wurden. 1989 erfolgte eine Restaurierung des Innenraumes.

## Baubeschreibung
St. Lucia ist eine dreischiffige und fünfjochige Hallenkirche im Stil des Klassizismus aus Backsteinen mit einer halbrund geschossenen Apsis im Norden und einem vorgebauten Glockenturm mit achtseitiger Haube im Süden.

## Ausstattung
Den Innenraum beherrscht die flächendeckende Ausmalung der Apsis, die 1887 durch den Künstler Joseph Lommen aufgebracht worden ist. Der neuromanische Hochaltar ist ein Werk von Wilhelm Dahlmanns aus dem Jahr 1899, die Buntglasfenster schuf Paul Weigmann von 1964 bis 1965. Erwähnenswert ist zudem eine Kreuzigungsgruppe aus dem Jahr 1450.

## Pfarrer
Folgende Priester wirkten bislang als Pastor an St. Lucia:
| von – bis | Name                     |
| --------- | ------------------------ |
| 1916–1949 | Heinrich Jaeger          |
| 1949–1977 | Theodor Marxen           |
| 1977–1979 | P. Aurelius Siemen OFM   |
| 1979–1981 | Henri Peet               |
| 1981–1981 | Peter Roblek             |
| 1984–1986 | P. Andreas Magermans SCJ |
| 1986–1996 | Johannes Sczyrba         |
| Seit ?    | Roland Bohnen            |